# Platygaster coorgensis
Platygaster coorgensis är en stekelart som först beskrevs av Durgadas Mukerjee 1978.  Platygaster coorgensis ingår i släktet Platygaster och familjen gallmyggesteklar. Inga underarter finns listade i Catalogue of Life.